# El corcel negro
El corcel negro (The Black Stallion) es una película de 1979, basada en la novela infantil de Walter Farley. Dirigida por Carroll Ballard y con Francis Ford Coppola como productor ejecutivo, obtuvo dos nominaciones a los Óscars (mejor actor de reparto: Mickey Rooney; y mejor montaje: Robert Dalva).
En 2002, la película fue considerada «cultural, histórica y estéticamente significativa» por la Biblioteca del Congreso de Estados Unidos y seleccionada para su preservación en el National Film Registry.

## Argumento
Un joven llamado "Alec" (Kelly Reno) queda fascinado por un misterioso caballo árabe salvaje (interpretado por el purasangre árabe Cass Ole), de color negro, el cual es encerrado en el establo del barco en el que viaja con su padre. 
Esa noche su padre le entrega a su hijo una figura en miniatura de Bucéfalo, el caballo del conquistador Alejandro Magno que gana en una apuesta de cartas. Cuando el barco naufraga, Alec y el caballo (los únicos supervivientes) van a parar a una isla desierta. Una vez en tierra firme, Alec libera al caballo de sus ataduras pero éste huye. El lugar está complemente deshabitado, y tanto el niño como el animal sobreviven como pueden en un ambiente lleno de peligros. Poco a poco, Alec se gana la confianza del corcel, al que decide llamar Negro, y ambos terminan haciéndose inseparables.
Unos días más tarde, Alec y Negro son rescatados por unos marineros y llevados a Estados Unidos. Puesto que nadie reclama al caballo, Alec y su madre se quedan con él (alojándolo en su jardín). Sin embargo Negro, no está nada acostumbrado al entorno urbano y el jardín de la casa, se escapa cuando es espantado por un coche. Alec sale en su busca, y después se encuentra con un carretero llamado Snoe (Clarence Muse), se hacen amigos y le indica dónde está su caballo, el niño lo encuentra dentro la propiedad del exentrenador de caballos Henry Dailey (Mickey Rooney). 
El corcel se siente a gusto en la granja en las afueras de la ciudad, más grande, amplia y con el campo rodeando el lugar, y Henry permite a Alec albergarlo allí, a cambio de ayudarlo a limpiar el establo. Durante los días siguientes, el joven hace amistad con Henry y Snoe, cuyo caballo, Napoleón, hace compañía a Negro. Cuando Alec descubre un secreto, Henry había sido un prestigioso entrenador y jockey, entonces le pide lo ayude a entrenar a Negro para las carreras. A pesar de su talante salvaje, el corcel demuestra una increíble velocidad y resistencia en las primeras pruebas para buscar inversionistas.
Después de unas semanas de entrenamiento, el caballo y el niño atraen la atención de un conocido reportero de las carreras de hipódromo, ayudan a ambos a inscribirse en la "carrera del siglo" de Santa Anita; y la prensa bautiza al semental negro como el "caballo misterioso".
La repercusión en los medios llega a la madre de Alec (Teri Garr) y no tarda en enterarse de la situación, al principio se niega a permitir la participación de su hijo como jinete en tan peligroso evento. Pero Alec, tras contarle lo ocurrido en el naufragio y la importancia de aquella carrera para él, termina convenciéndola y podrán ganar más dinero para mantener al caballo.
En el derbi internacional de Santa Anita, Alec y Negro se preparan para la competición, bajo las burlas de los demás jinetes. Cuando la carrera comienza, Negro se muestra nervioso y queda muy rezagado, pero Alec consigue animarlo durante la última vuelta y ambos cruzan la meta, quedando primeros. La película termina con Alec acariciando a Negro y mostrándole la figura de Bucéfalo regalado por su padre y recordando cuando estaban juntos en la isla.

## Reparto
- Kelly Reno
- Mickey Rooney
- Teri Garr
- Clarence Muse
- Hoyt Axton
- Michael Higgins
- Ed McNamara
- Doghmi Larbi
- Kristen Vigard
- Fausto Tozzi
- John Karlson

## Críticas
En cuanto a la crítica de cine, podemos destacar la del periodista Francisco Marinero quien dio la siguiente opinión:
"Película infantil, Hola pero recomendable a todo tipo de público. La primera parte es una obra casi muda donde queda de manifiesto la perfección del estilo de Ballard, en ésta su ópera prima."

## Premios
- 1979: candidaturas a los Óscar: Actor de reparto (Mickey Rooney) y Montaje (Robert Dalva).